# Johan Lennarts

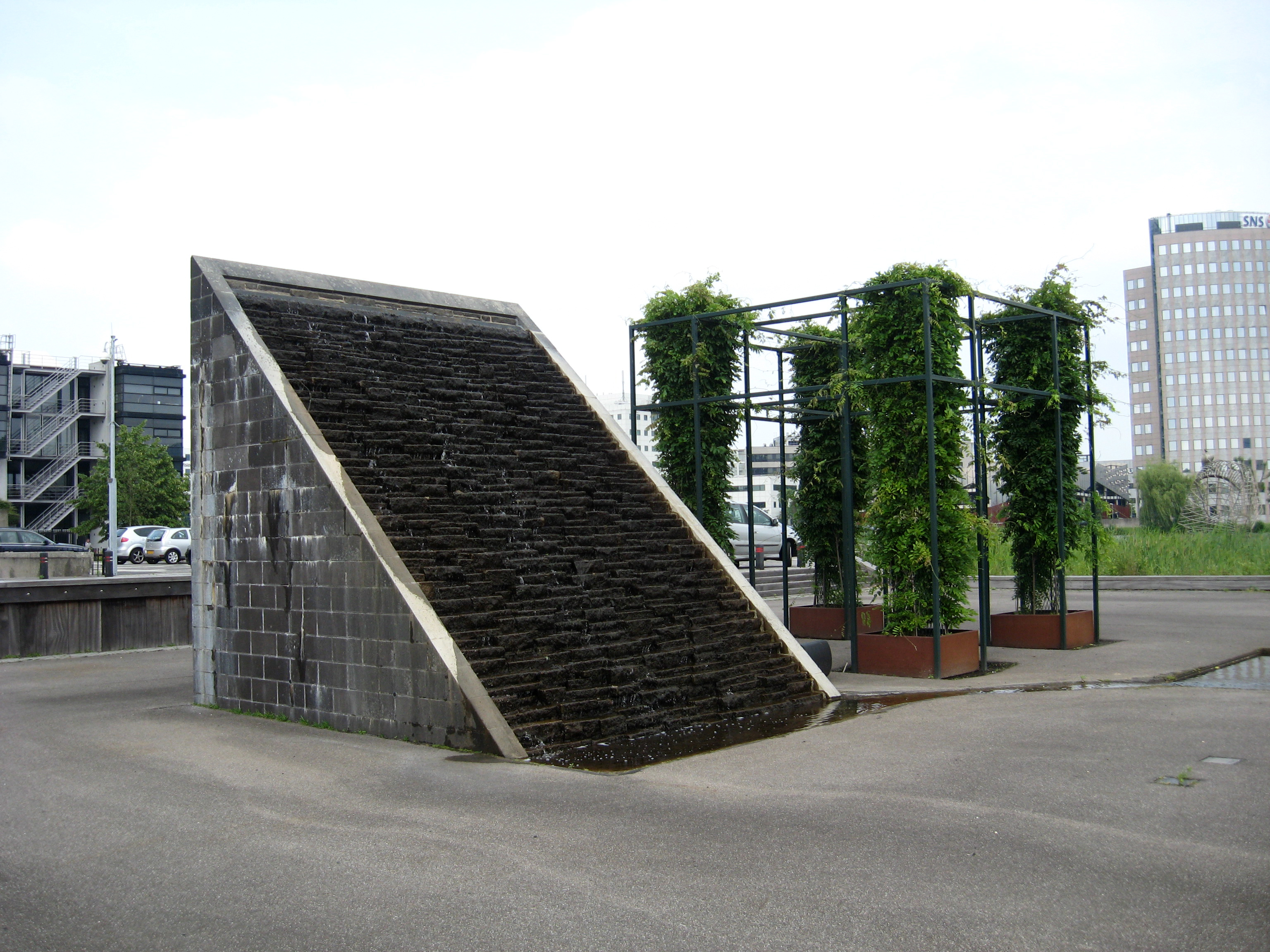
Stromen en groeien van Lennarts en Huub Hendrikx (1971), op het Provinciehuis in Den Bosch

Johan Lennarts (Eindhoven, 18 december 1932 - Lagardère, 6 oktober 1991) was een Nederlands kunstenaar en schrijver. Hij wordt tot de belangrijkste naoorlogse Brabantse beeldende kunstenaars gerekend.

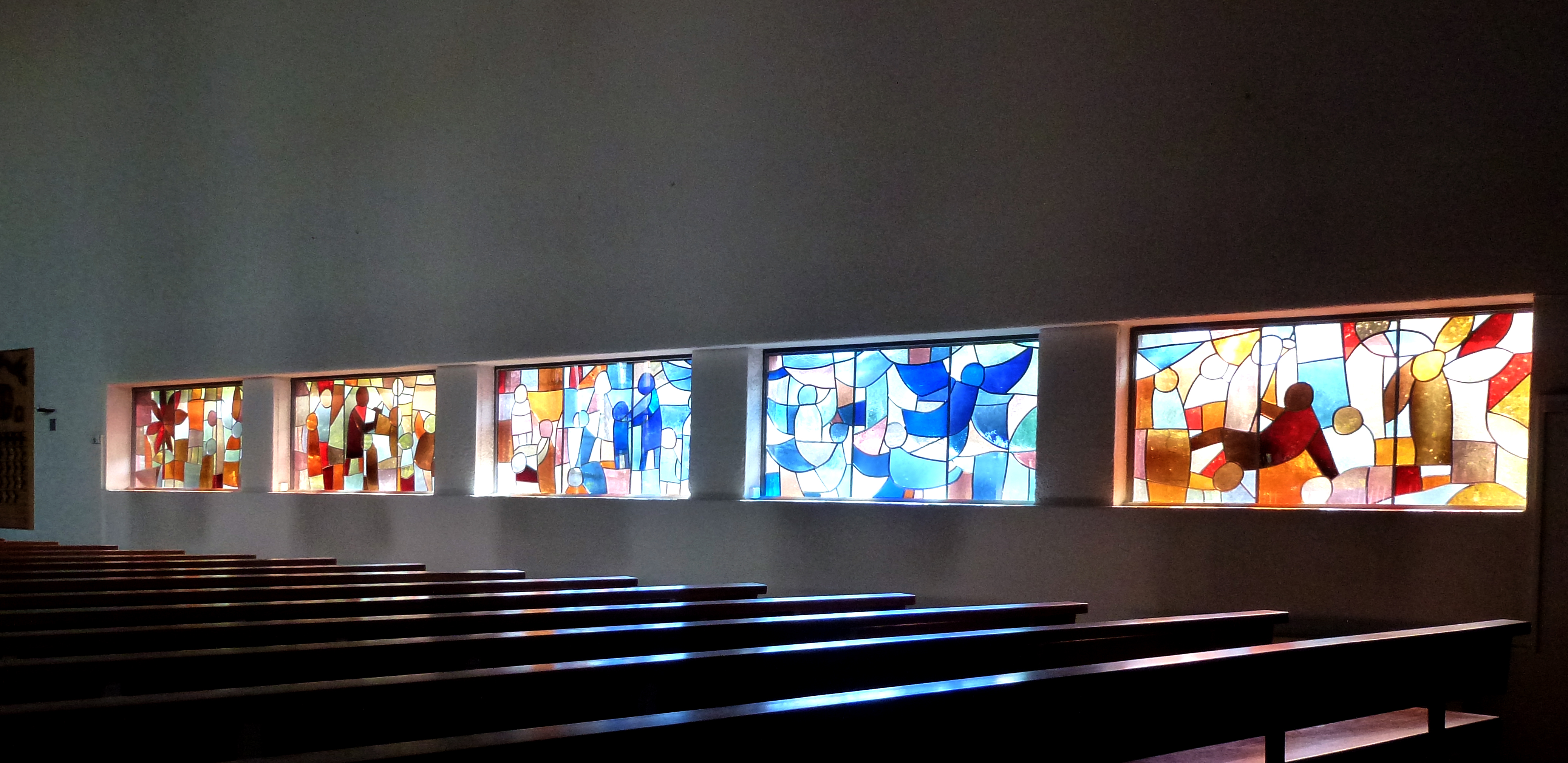
Glas-in-lood uit 1962 met de symbolen van de H. Joseph: arbeidzaamheid, gehoorzaamheid, reinheid, rechtvaardigheid en vaderschap. H. Josephkerk in de gemeente Gouda, Nederland

## Leven en werk
Met de bedoeling om trappistenmonnik te worden begon Lennarts in 1945 aan het Seminarie Beekvliet in Sint-Michielsgestel. Vanaf 1948 ging hij echter door naar het voortgezet onderwijs (Joris College). Vervolgens studeerde hij aan de Koninklijke Academie voor Kunst en Vormgeving in Den Bosch en de Akademie voor Beeldende Kunsten in Tilburg. In 1959 ontving hij een studiebeurs van de Franse overheid waarmee hij zich kon vestigen als kunstenaar. Hij werd aanvankelijk vooral beïnvloed door de kunstenaarsbeweging Cobra, waarbij vooral de spontaniteit en de hang naar de artistieke vrijheid hem aantrokken.
Hij werd vooral bekend om zijn schilderijen, beeldhouwwerken en installaties. Hij experimenteerde hierbij vooral in de stijlen expressionisme, impressionisme, surrealisme en popart, waarbij hij vaak een voorkeur had voor de kleur groen. Zijn repertoire was echter uitgebreider dan dat. Zo maakte hij ook glas-in-loodramen en decors en hield hij zich bezig met fotografie, film en architectuur.
Verder schreef hij gedichten en theaterstukken. In 1967 werden zijn publicaties in het literaire tijdschrift Raam bekroond met een Eindhovense aanmoedigingsprijs. Het jaar erop speelde zijn toneelvoorstelling De doos in de Globezaal van het Parktheater. In de jaren zeventig bracht hij enkele werken uit over filosofen die hem beïnvloed hebben, te weten Ludwig Wittgenstein en Martin Heidegger. In 1985 werd zijn roman Koekoeksklok in Utopia bekroond door de stad Eindhoven.
In 1963 organiseerde hij samen met Ad Snijders en JCJ Vanderheyden de tentoonstelling Schijt aan Schilderkunst. Deze werd gehouden in de Eindhovense galerie Pijnenborg en was gericht tegen kunst die vragen oproept in plaats van antwoorden geeft. In 1970 organiseerde hij met Snijders en Lukas Smits Tot lering en vermaak in het Van Abbemuseum. De expositie werd uitgevoerd in de stijl van een huiskamer en stelde de vraag of een museum nog zin heeft.
Lennarts woonde en werkte gedurende een groot deel van zijn leven in Eindhoven. Hij werkte nog enkele jaren in Amsterdam (1985-1988), in Ierland en aan het eind van zijn leven woonde en werkte hij in Frankrijk. Hij was lid van de Beroepsvereniging van Beeldende Kunstenaars (BBK).
Het werk van Lennarts werd getoond in onder meer het Stedelijk Museum in Amsterdam en Musée d'Art Moderne in Parijs. Ook na zijn overlijden werd zijn werk nog geëxposeerd, zoals in 1999 in Museum de Beyerd in Breda. Daarnaast is het in de collectie opgenomen van het Van Abbemuseum in Eindhoven en het Noordbrabants Museum in Den Bosch. Ook bevinden zich stukken van hem in de openbare ruimte, bijvoorbeeld in Den Bosch en Eindhoven.
- Biografisch Portaal: 12526224
- Gemeinsame Normdatei: 128935006
- International Standard Name Identifier: 0000 0000 1696 0699
- Nederlandse Thesaurus van Auteursnamen: 070518629
- RKD-Nederlands Instituut voor Kunstgeschiedenis: 49366
- Union List of Artist Names: 500727912
- Virtual International Authority File: 57678368
- WorldCat: E39PBJj4v7kVftPMYfwDDXVHmd